# Жаловиче
Жаловиче (словен. Žaloviče) — поселення в общині Шмарєшкі Топлиці, регіон Південно-Східна Словенія, Словенія.